# Kuzelita
La kuzelita és un mineral de la classe dels òxids, que pertany al grup de la hidrocalumita. Anomenat així per Hans Jürgen Kuzel, professor de la Universitat d'Erlangen, Alemanya; fou qui va analitzar el mineral per primer cop.

## Característiques
La kuzelita és un òxid de fórmula química Ca₄Al₂(OH)₁₂(SO₄)(H₂O)₄·2H₂O. Cristal·litza en el sistema trigonal. La seva duresa a l'escala de Mohs és 1,5 a 2.
Segons la classificació de Nickel-Strunz, la kuzelita pertany a «04.FL: Hidròxids (sense V o U), amb H2O+-(OH); làmines d'octaedres que comparetixen angles» juntament amb els següents minerals: trebeurdenita, woodallita, jamborita, meixnerita, fougerita, hidrocalumita, iowaïta, aurorita, calcofanita, ernienickelita, jianshuiïta, woodruffita, asbolana, buserita, rancieïta, takanelita, birnessita, cianciul·liïta, jensenita, leisingita, akdalaïta, cafetita, mourita i deloryita.

## Formació i jaciments
És un mineral rar en xenòlits carbonatats en basalt. Es forma per sobre dels 100 graus centígrads com a producte de descomposició de l'ettringita. S'ha descrit associat a ettringita, afwillita, natrolita, calcita, torbermorita, girolita, portlandita,
apofil·lita (Pedrera Zeilberg, Alemanya); hidrocalumita, ettringita, tobermorita,
strätlingita-vertumnita, portlandita, calcita, guix (Volcà Bellerberg, Alemanya). Només s'ha descrit a Alemanya.